# 满天星水电站
满天星水电站是位于中华人民共和国湖南省郴州市汝城县境内湘江二级支流浙水下游的一座以发电为主的中型水电站，装机容量3.5万千瓦。水电站位于马桥镇，距离汝城县城卢阳镇路程约30公里。

## 历史
水电站主体工程于1994年7月5日开工。1995年9月8日大坝开盘浇筑。1996年12月22日下闸蓄水。1997年6月22日双机发电，同年工程竣工。
2019年11月，水电站装机容量由3万千瓦增容至3.5万千瓦。

## 主体设计
满天星水电站大坝为混凝土双曲薄拱坝，最大坝高65米，拱冠梁底厚9.5米，厚高比为0.146。坝顶宽2.5米，坝顶最大弧长189.2米。大坝设有三个泄洪中孔和一个方形防空底孔。